# Diecezja Victoria
Diecezja Victoria (łac. Dioecesis Victoriensis in Insula Vancouver, ang. Diocese of Victoria, fr. Diocèse de Victoria) – rzymskokatolicka diecezja ze stolicą w Victorii, w prowincji Kolumbia Brytyjska, w Kanadzie. Biskupstwo jest sufraganią archidiecezji Vancouver.
W 2010 w diecezji pracowało 19 zakonników i 68 sióstr zakonnych.
Patronem diecezji jest św. Andrzej Apostoł.

## Historia
24 lipca 1846 z mocy decyzji bł. Piusa IX erygowana została diecezja Wyspy Vancouver. Dotychczas wierni z tych terenów należeli do wikariatu apostolskiego Oregonu (obejmującego wówczas dzisiejsze stany Oregon, Waszyngton i południową część kanadyjskiej prowincji Kolumbia Brytyjska).
W wyniku rozwoju Kościoła w XIX w. diecezja Wyspy Vancouver traciła terytorium na rzecz nowo powstałych:
- 14 grudnia 1863 – wikariatu apostolskiego Kolumbii Brytyjskiej (obecnie archidiecezja Vancouver)
- 27 lipca 1894 – prefektury apostolskiej Alaski (obecnie diecezja Fairbanks)

W 1894 diecezja utraciła część parafii na rzecz archidiecezji Oregon City.
19 czerwca 1903 Leon XIII podniósł diecezję Wyspy Vancouver do godności archidiecezji.
6 września 1904 archidiecezja Wyspy Vancouver zmieniła nazwę na archidiecezja Victoria.
1 października 1908 archidiecezja Victoria ponownie stała się diecezją. Stolicą arcybiskupią dwa tygodnie wcześniej zostało Vancouver.

## Ordynariusze

### Biskupi Wyspy Vancouver
- Modeste Demers (1846 – 1871)
- Charles-Jean Seghers[1] (1873 – 1878) następnie mianowany koadiutorem arcybiskupa Oregon City
- Jean-Baptiste Brondel[1] (1879 – 1883) następnie mianowany wikariuszem apostolskim Montany
- abp Charles-Jean Seghers (1884 – 1886) ponownie
- Jean-Nicolas Lemmens[2] (1888 – 1897)
- Alexander Christie[3] (1898 – 1899) następnie mianowany arcybiskupem Oregon City
- Bertram Orth[4] (1900 – 1903)

### Arcybiskup Wyspy Vancouver
- Bertram Orth (1903 – 1904)

### Arcybiskup Victorii
- Bertram Orth (1904 – 1908)

### Biskupi Victorii
- Alexander MacDonald (1908 – 1923)
- Thomas O’Donnell[5] (1923 – 1929) następnie mianowany koadiuatoremarcybiskupa Halifax
- Gerald C. Murray CSSR (1930 – 1934) następnie mianowany koadiuatorem arcybiskupa Winnipeg
- John Hugh MacDonald (1934 – 1936) następnie mianowany koadiuatorem arcybiskupa Edmonton
- John Christopher Cody (1936 – 1946) następnie mianowany biskupem pomocniczym London
- James Michael Hill (1946 – 1962)
- Remi Joseph De Roo (1962 – 1999)
- Raymond O. Roussin SM (1999 – 2004) następnie mianowany arcybiskupem Vancouver
- Richard Gagnon (2004 – 2013) następnie mianowany arcybiskupem Winnipeg
- Gary Gordon (od 2014)